# رالف استاب
رالف استاب (انگلیسی: Ralph Staub؛ ‏ ۲۱ ژوئیهٔ ۱۸۹۹ – ۲۲ اکتبر ۱۹۶۹) تهیه‌کننده فیلم، نویسنده، کارگردان فیلم، بازیگر، فیلم‌نامه‌نویس، تدوین‌گر و فیلم‌بردار اهل ایالات متحده آمریکا بود.
از فیلم‌هایی که وی در آن‌ها نقش داشته‌است، می‌توان به هتل کی‌استون اشاره نمود.